# Liste der Naturdenkmale in Michelbach an der Bilz
| Naturdenkmale | Anzahl |
| ------------- | ------ |
| FND           | 2      |
| END           | 2      |
| Gesamt        | 4      |

Die Liste der Naturdenkmale in Michelbach an der Bilz nennt die verordneten Naturdenkmale (ND) der im baden-württembergischen Landkreis Schwäbisch Hall liegenden Gemeinde Michelbach an der Bilz. In Michelbach an der Bilz gibt es insgesamt vier als Naturdenkmal geschützte Objekte, davon zwei flächenhafte Naturdenkmale (FND) und zwei Einzelgebilde-Naturdenkmale (END).
Stand: 1. November 2016.

## Flächenhafte Naturdenkmale (FND)
| Name                                         | Bild | Kennung     | Einzelheiten           | Position | Fläche Hektar | Datum         |
| -------------------------------------------- | ---- | ----------- | ---------------------- | -------- | ------------- | ------------- |
| Alter Sandsteinbruch                         | BW   | 81270560004 | Michelbach an der Bilz | ⊙        | 0,7           | 24. Okt. 1983 |
| Feuchtgebiet im alten Gipsbruch Hirschfelden | BW   | 81270560005 | Michelbach an der Bilz | ⊙        | 1,4           | 16. Sep. 1985 |
| Legende für Naturdenkmal                     |      |             |                        |          |               |               |

## Einzelgebilde (END)
| Name                     | Bild | Kennung     | Einzelheiten           | Position | Fläche Hektar | Datum        |
| ------------------------ | ---- | ----------- | ---------------------- | -------- | ------------- | ------------ |
| 1 Wildbirnenbaum         | BW   | 81270560001 | Michelbach an der Bilz | ⊙        | 0,0           | 8. Okt. 1955 |
| 3 Linden                 | BW   | 81270560002 | Michelbach an der Bilz | ⊙        | 0,0           | 8. Okt. 1955 |
| Legende für Naturdenkmal |      |             |                        |          |               |              |